# Coca de Castellón
La Coca de Castellón es una coca hecha principalmente con patata en vez de harina y los elementos básicos comunes de las cocas. Es totalmente típica de Castellón de la Plana, y se quiere convertir en un souvenir para los turistas que visiten la ciudad (como las yemas de Santa Teresa de Ávila o la ensaimada de Mallorca de Palma de Mallorca).

## Historia
La coca, fue inventada por un labrador de la Marjalería de Castellón, que se disponía a preparar una coca, pero no tenía harina, por lo que decidió utilizar la comida que más le sobraba: las patatas.
Pronto, la coca fue llevada a la ciudad, donde se convirtió en el dulce típico de los domingos.
Sufrió varios años de decadencia, hasta que fue recuperada por las pastelerías de Castellón y, a la vez, se convirtió de nuevo en el dulce típico de los domingos.
El Ayuntamiento, en su plan de convertir la ciudad en destino turístico, decidió convertir a la coca en el producto estrella de la ciudad.

### Nombre
En un primer momento y hasta ahora, se le ha llamado coca de patata, cuando el Ayuntamiento lo convirtió en reclamo turístico, le llamó Coca de Castelló (en valenciano, en castellano coca de Castellón).

### Presentación
Para el turismo, la coca se presenta en un envase al vacío. La coca está decorada con un dibujo de El Fadrí, y la caja con el Escudo de Castellón.
En las pastelerías donde se vende tradicionalmente, se puede comprar al  Kilo.